# Tetraneura multisetosa
Tetraneura multisetosa är en insektsart. Tetraneura multisetosa ingår i släktet Tetraneura och familjen långrörsbladlöss. Inga underarter finns listade i Catalogue of Life.